# Medikamentózní interrupce
Medikamentózní interrupce je interrupce, při níž jsou použity léky předepsané lékařem. Medikamentózní interrupce jsou alternativou k chirurgickým interrupcím, jako je vakuová aspirace nebo dilatace a kyretáž. Medikamentózní interrupce jsou na většině míst, včetně Evropy, Indie, Číny a Spojených států, běžnější než chirurgické interrupce.
Medikamentózní interrupce se obvykle provádějí podáním kombinace dvou léků: mifepristonu a misoprostolu. Pokud není k dispozici mifepriston, lze v některých situacích použít samotný misoprostol.
Medikamentózní přerušení těhotenství je bezpečné a účinné po celou dobu těhotenství, včetně druhého a třetího trimestru. V prvním trimestru může medikamentózní interrupci pacientka provést bezpečně doma bez asistence. Od začátku druhého trimestru se doporučuje druhou tabletu užít na klinice nebo v ordinaci poskytovatele.
Medikamentózní přerušení těhotenství by nemělo být zaměňováno s nouzovou antikoncepcí, která funguje na principu podání léků (např. levonorgestrelu) krátce po pohlavním styku, aby se zabránilo vzniku těhotenství.